# 榮昌邨
榮昌邨（英語：Wing Cheong Estate）是香港的一個公共屋邨。位於九龍深水埗西九龍填海區域西邨路20號，於2011年初開始興建，於2013年中期入伙，屋邨並由2座39層呈Y型的非標準設計型樓宇組成，原本命名為榮安樓及榮樂樓，後來重新命名為榮俊樓及榮傑樓，由房屋署總建築師（2）設計，並由香港房屋委員會委托聘請卓安物業顧問服務有限公司管理。
由於榮昌邨位處西九龍走廊旁，建築師特意為向走廊一邊的八個住宅單位作出特別設計，並提供了一個4.4平方米的大型露台配以反音板以收阻隔噪音之效。榮昌邨只有兩座，居民生活要靠富昌邨的交通及設施。
值得一提的是，榮昌邨部分單位在預派時列入公務員住屋配額，並優先分配予基層公務員。

## 歷史
榮昌邨及富昌邨為深水埗碼頭舊址，榮昌邨與富昌邨的興建與該碼頭是息息相關的。深水埗碼頭於1924年開始使用，由1924年啟用至1992年關閉經營來往中環及於1950年開辦上環威利麻街的渡輪服務，於1983年9月1日更開設渡輪來往澳門，隨著尖沙咀的中港碼頭於1988年啟用，來往深水埗與澳門的航線於1989年11月1日停航。
後來，房委會於2000年代後期決定在深水埗碼頭舊址興建榮昌邨，並且由房屋署建築師等為屋邨建築設計，最終由保華建業集團於2011年開始承建本邨，並且在2013年順利入伙。

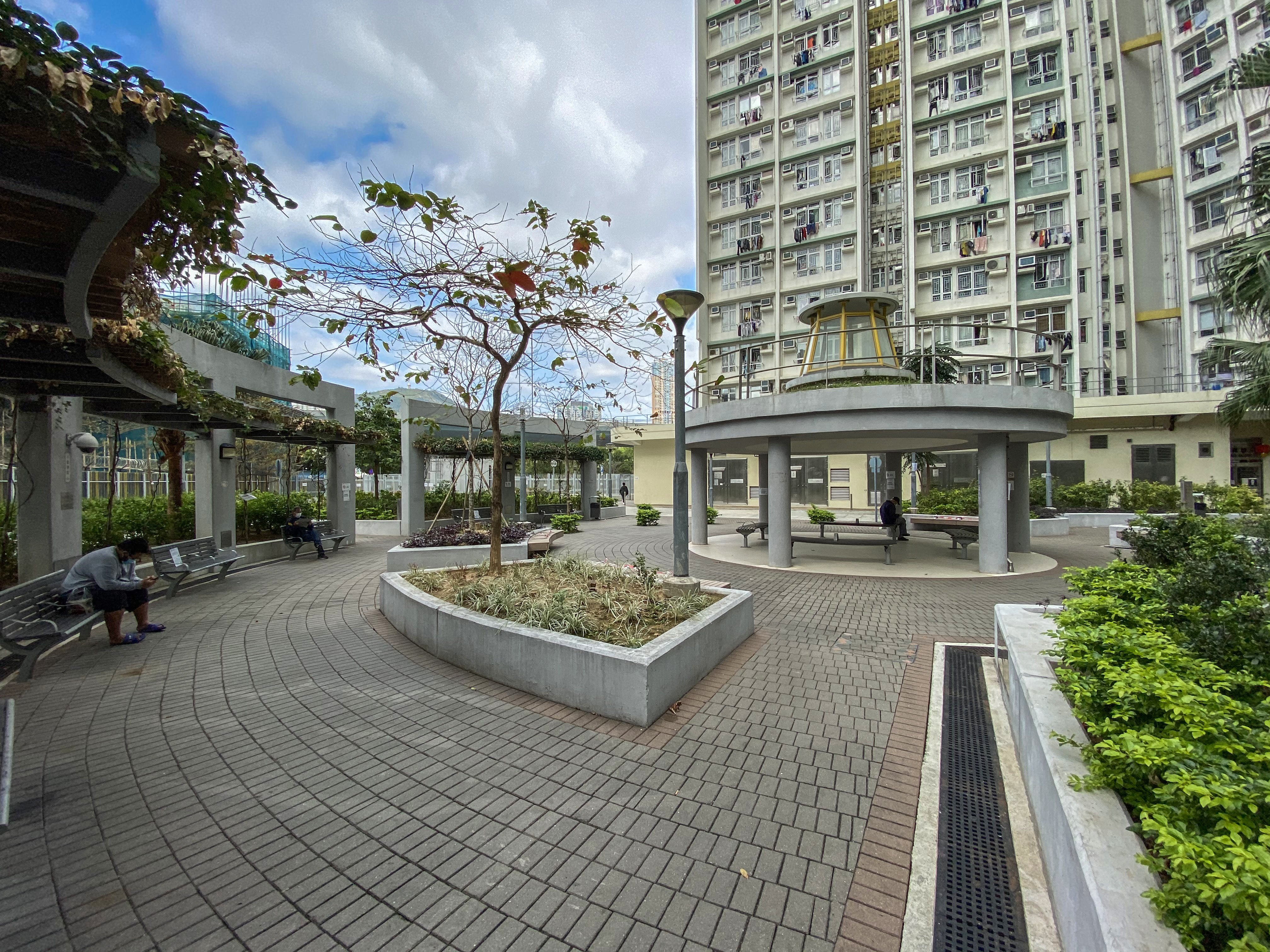
休憩空間

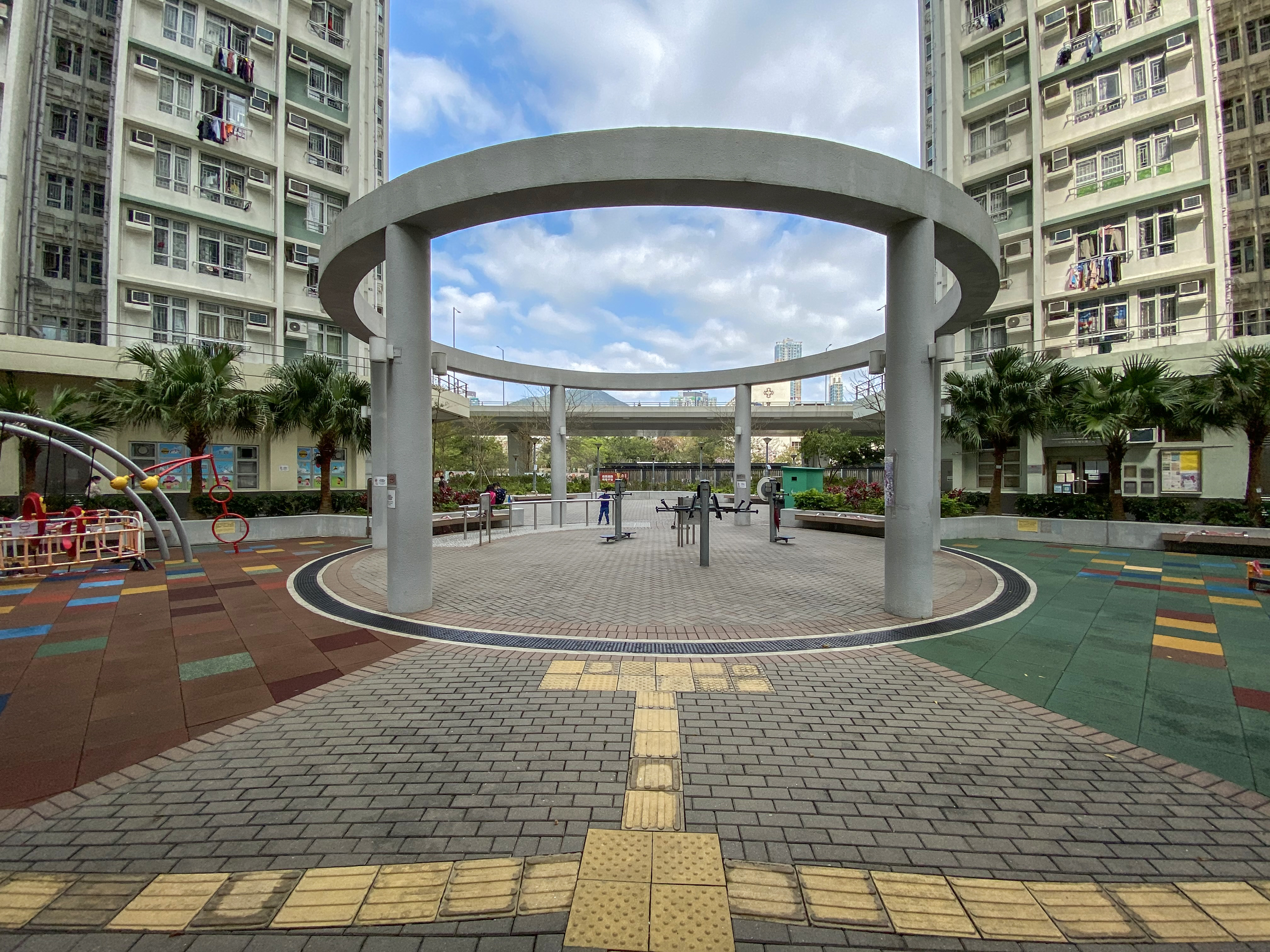
卵石路步行徑及健體區

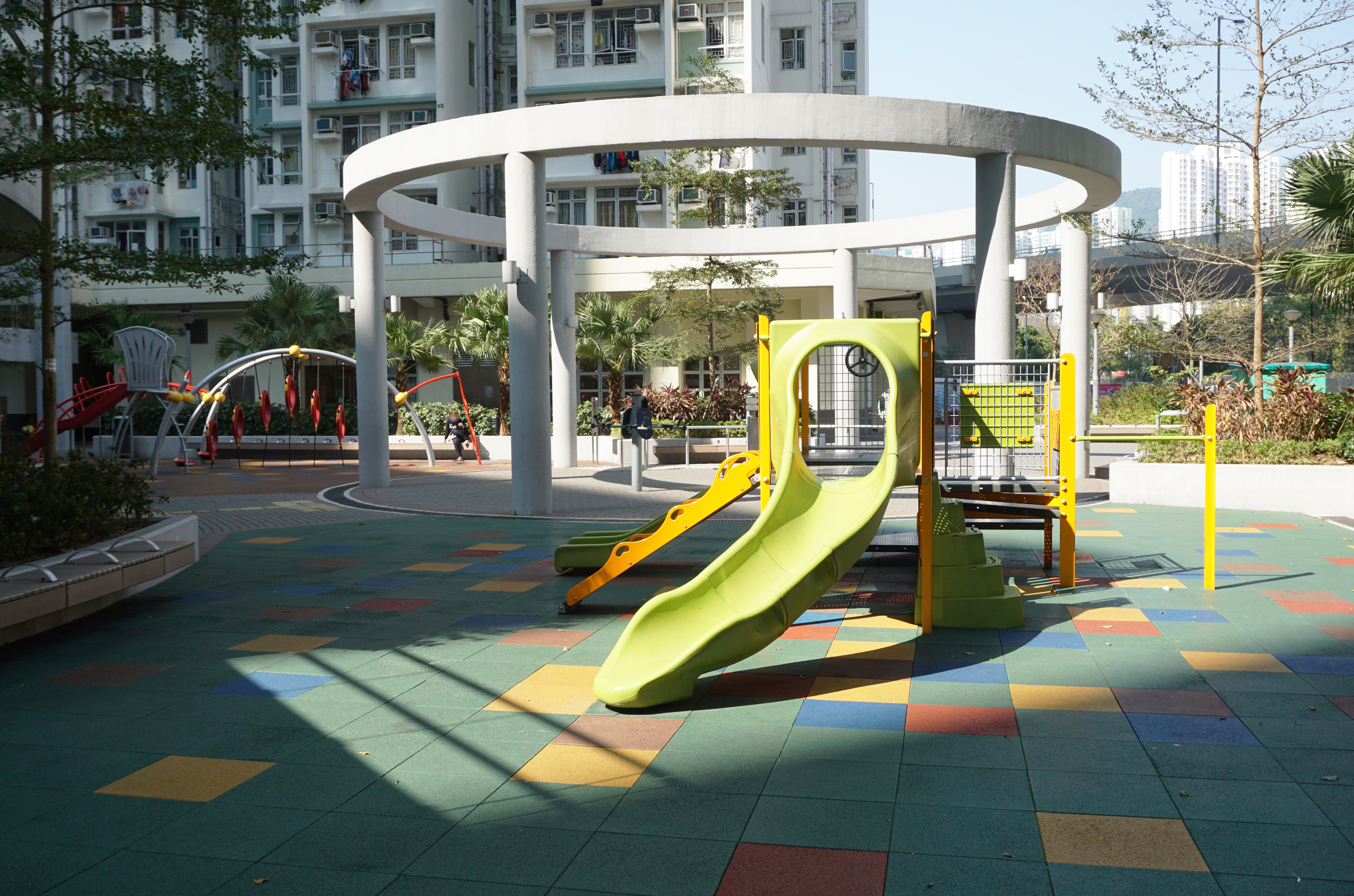
兒童遊樂場

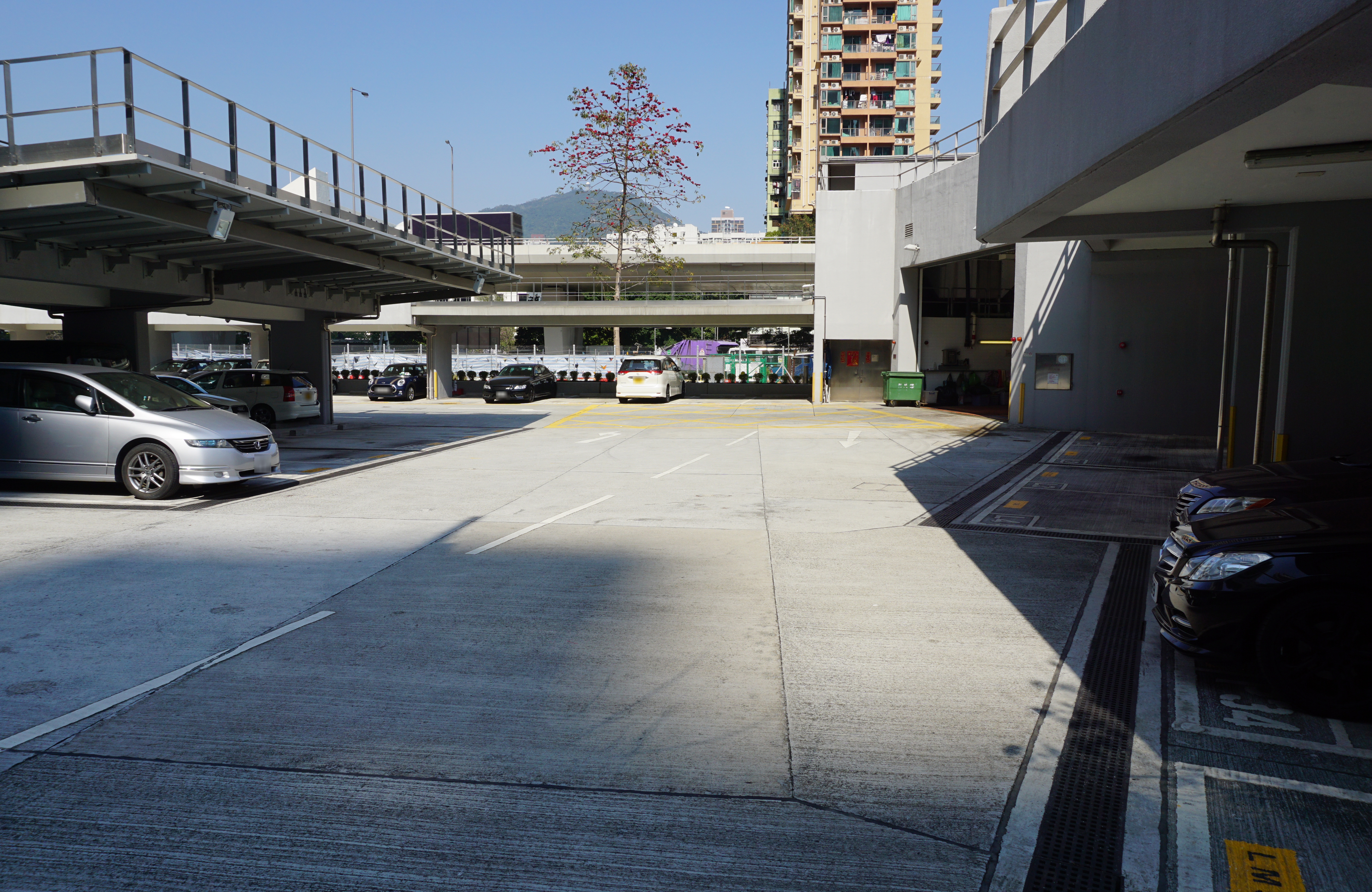
停車場

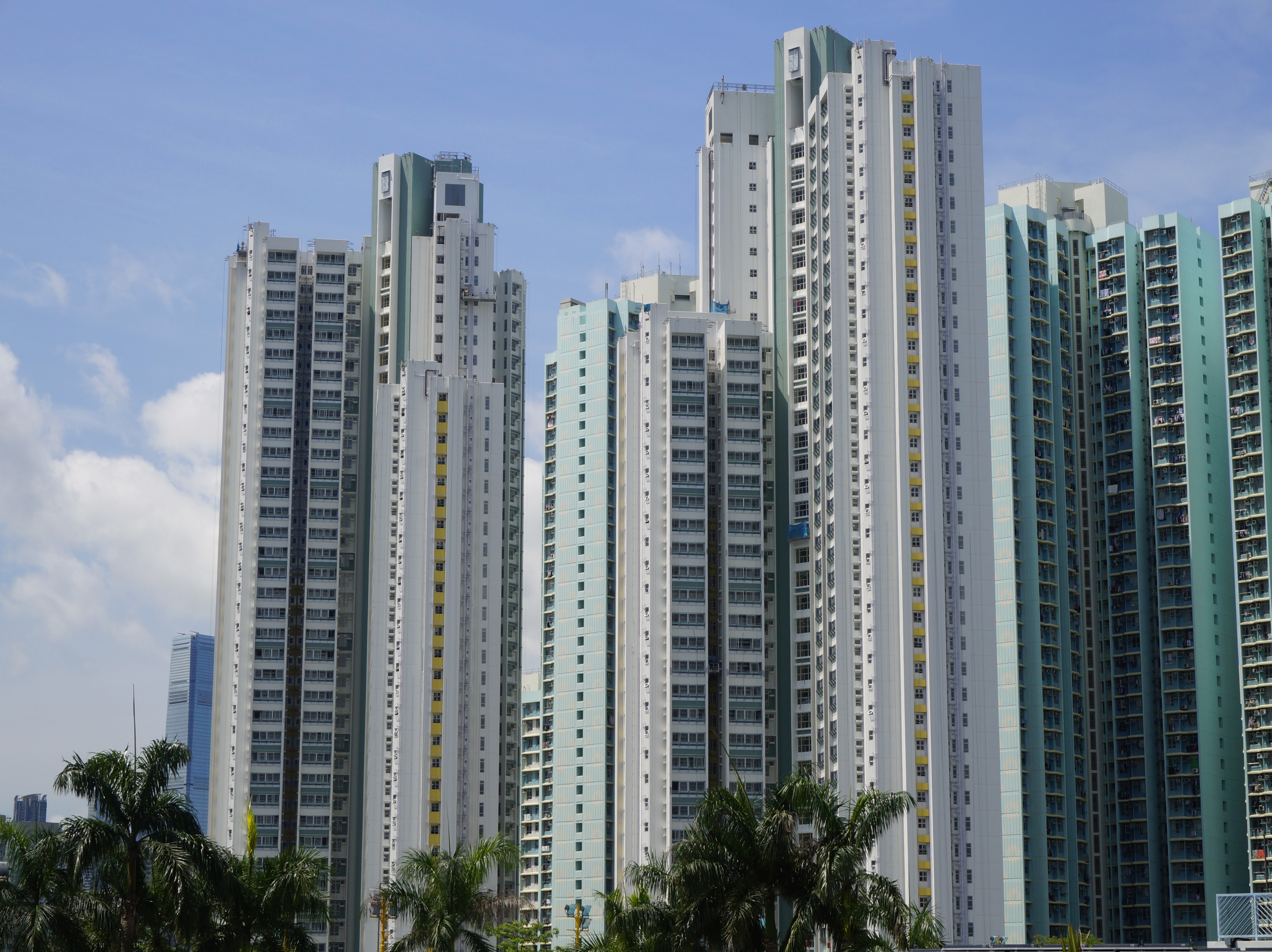
部份單位設有露台

## 屋邨資料
榮昌邨設有2座分別樓高31及40層的大廈，合共提供1,488個單位。部份面向西九龍走廊和通州街的單位設減音露台、玻璃簷蓬和建築鰭片。

### 樓宇
| 樓宇名稱（座號） | 樓宇類型               | 落成年份 | 層數 | 每層伙數                   | 每座單位總數（伙） | 建築師              | 承建商       | 原訂名稱 | 提供升降機的廠商 |
| ---------------- | ---------------------- | -------- | ---- | -------------------------- | ------------------ | ------------------- | ------------ | -------- | ---------------- |
| 榮俊樓（第1座）  | 非標準設計大廈 （Y型） | 2013年   | 39   | 20（1-30樓） 16（31-39樓） | 744                | 房屋署總建築師（2） | 保華建業集團 | 榮安樓   | 星瑪             |
| 榮傑樓（第2座）  | 非標準設計大廈 （Y型） | 2013年   | 39   | 20（1-30樓） 16（31-39樓） | 744                | 房屋署總建築師（2） | 保華建業集團 | 榮樂樓   | 星瑪             |

### 設施
屋邨內設有1座大約1層高的長者社區中心。

## 圖片集

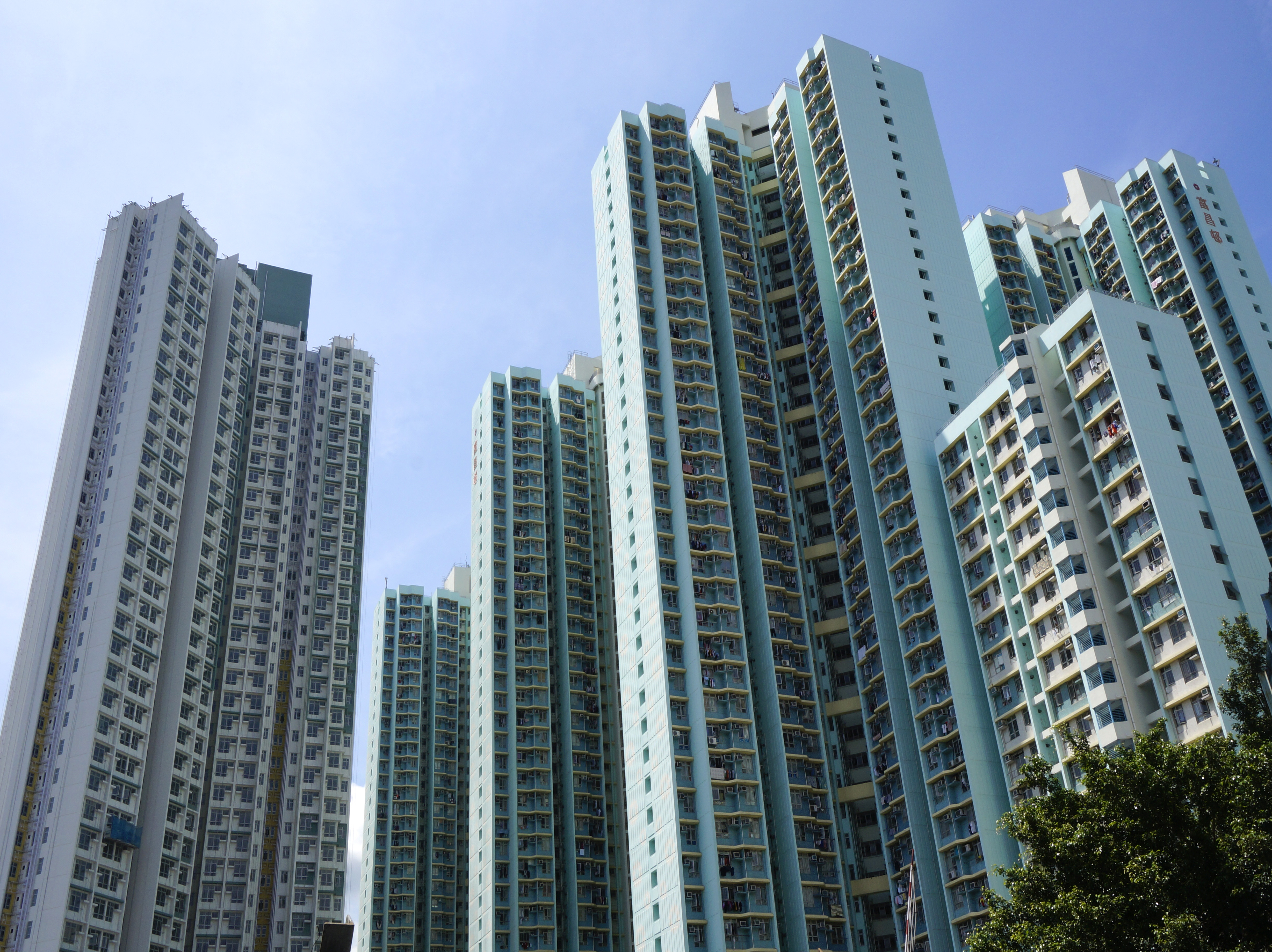
榮昌邨榮傑樓面向富昌邨富旺樓方向，鄰近東京街
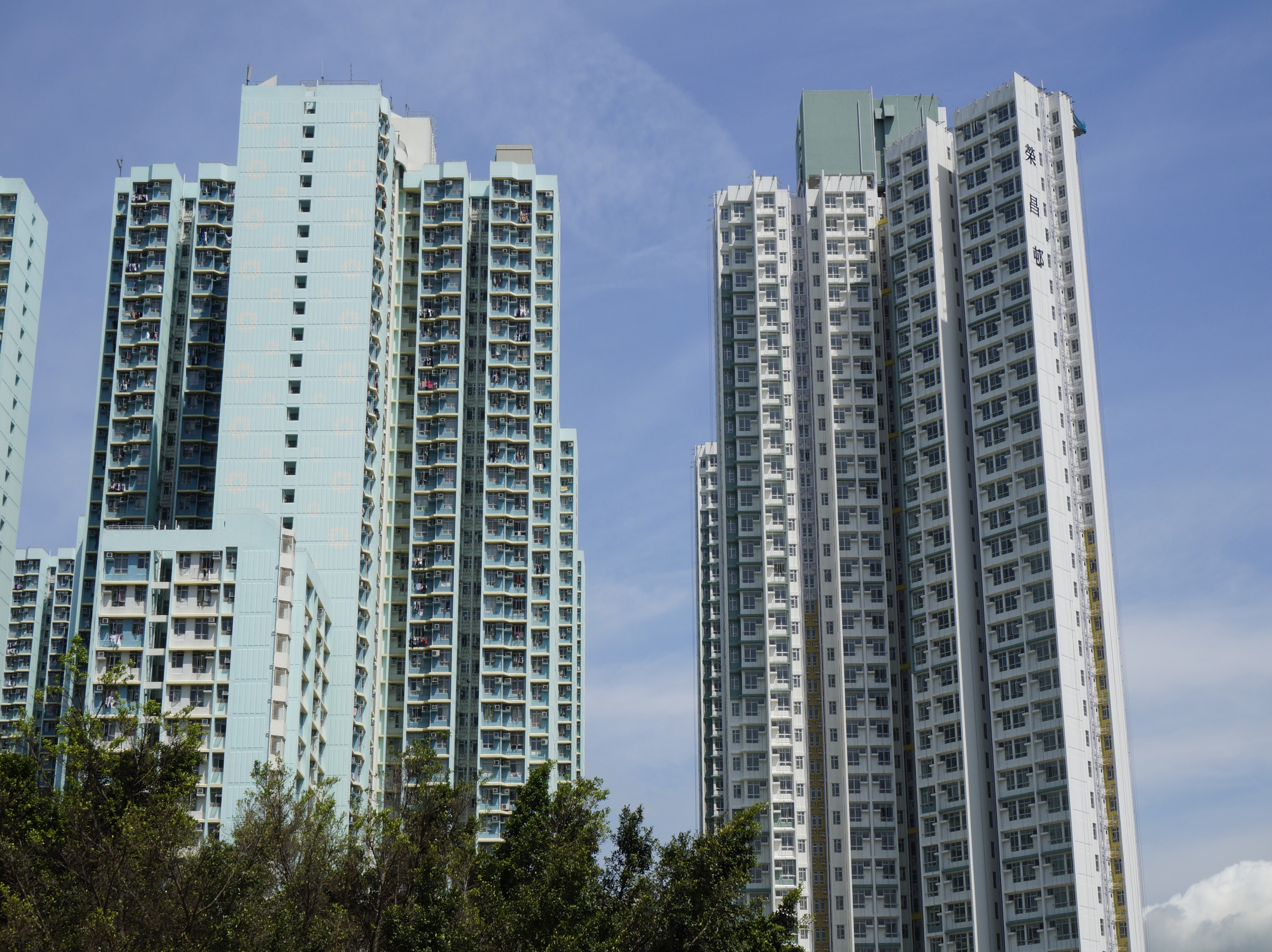
榮昌邨榮俊樓面向富昌邨富韻樓方向，鄰近欽州街
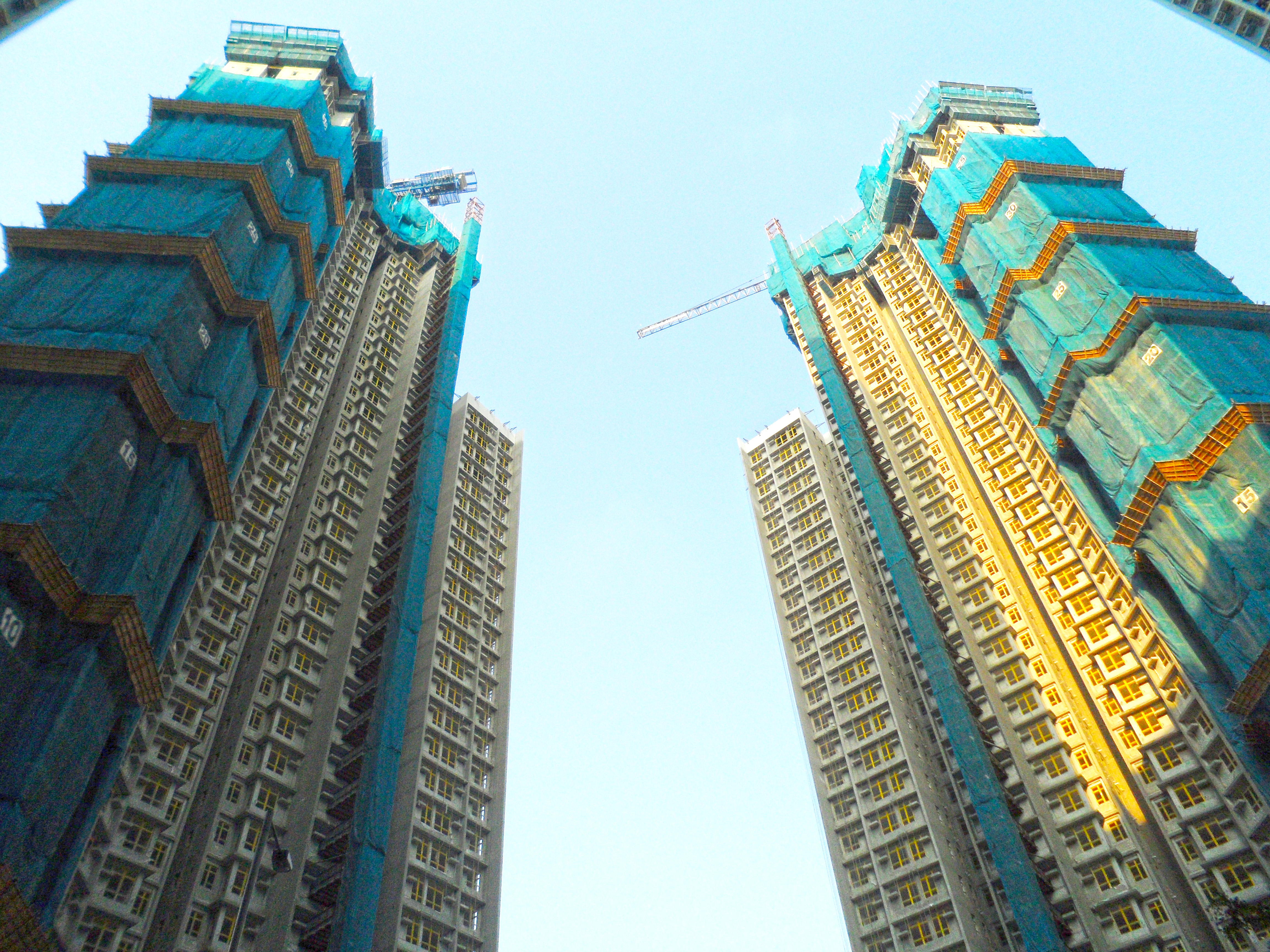
興建中的榮昌邨（2012年10月）
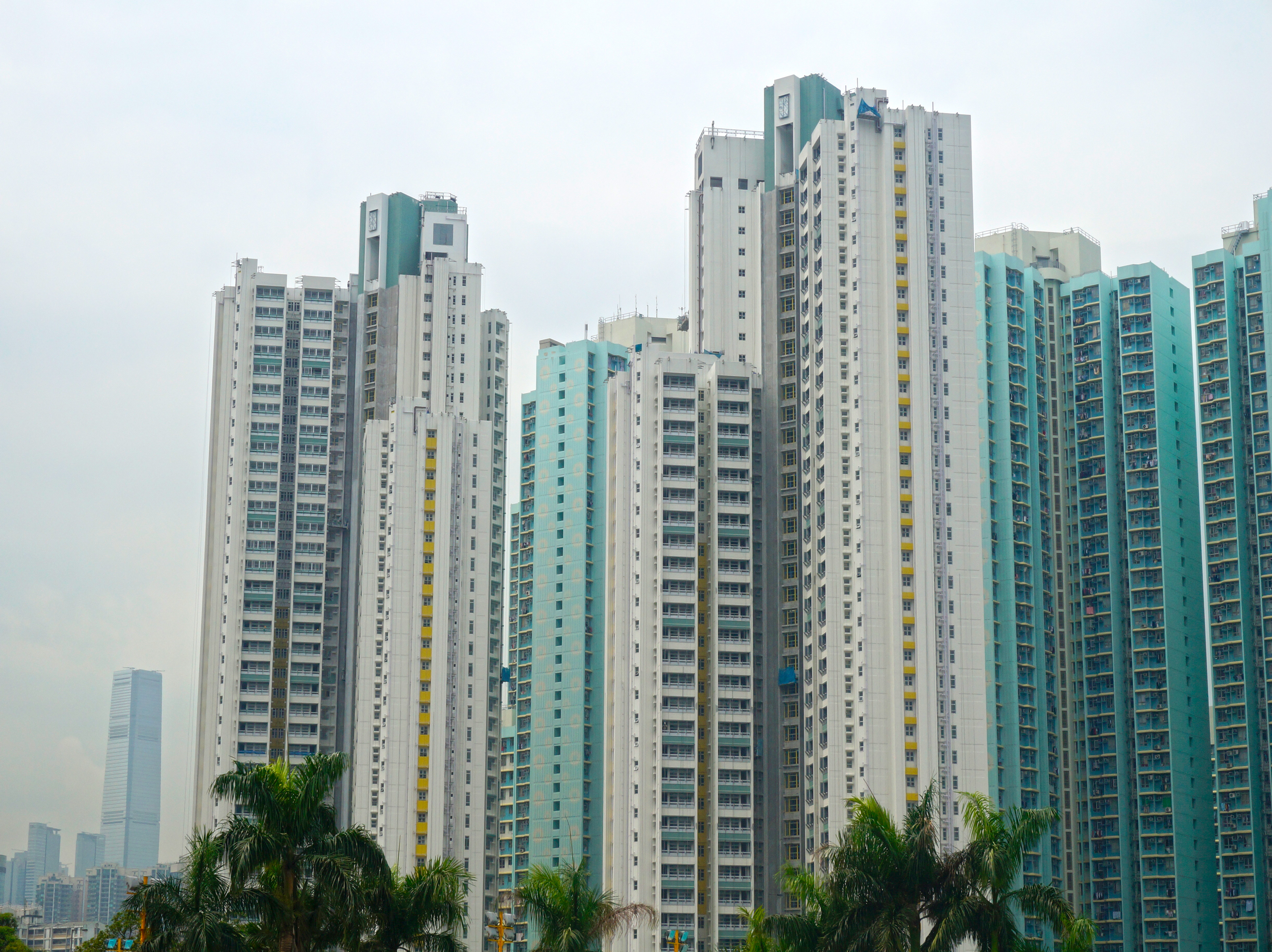
油漆中的榮昌邨（2013年4月）
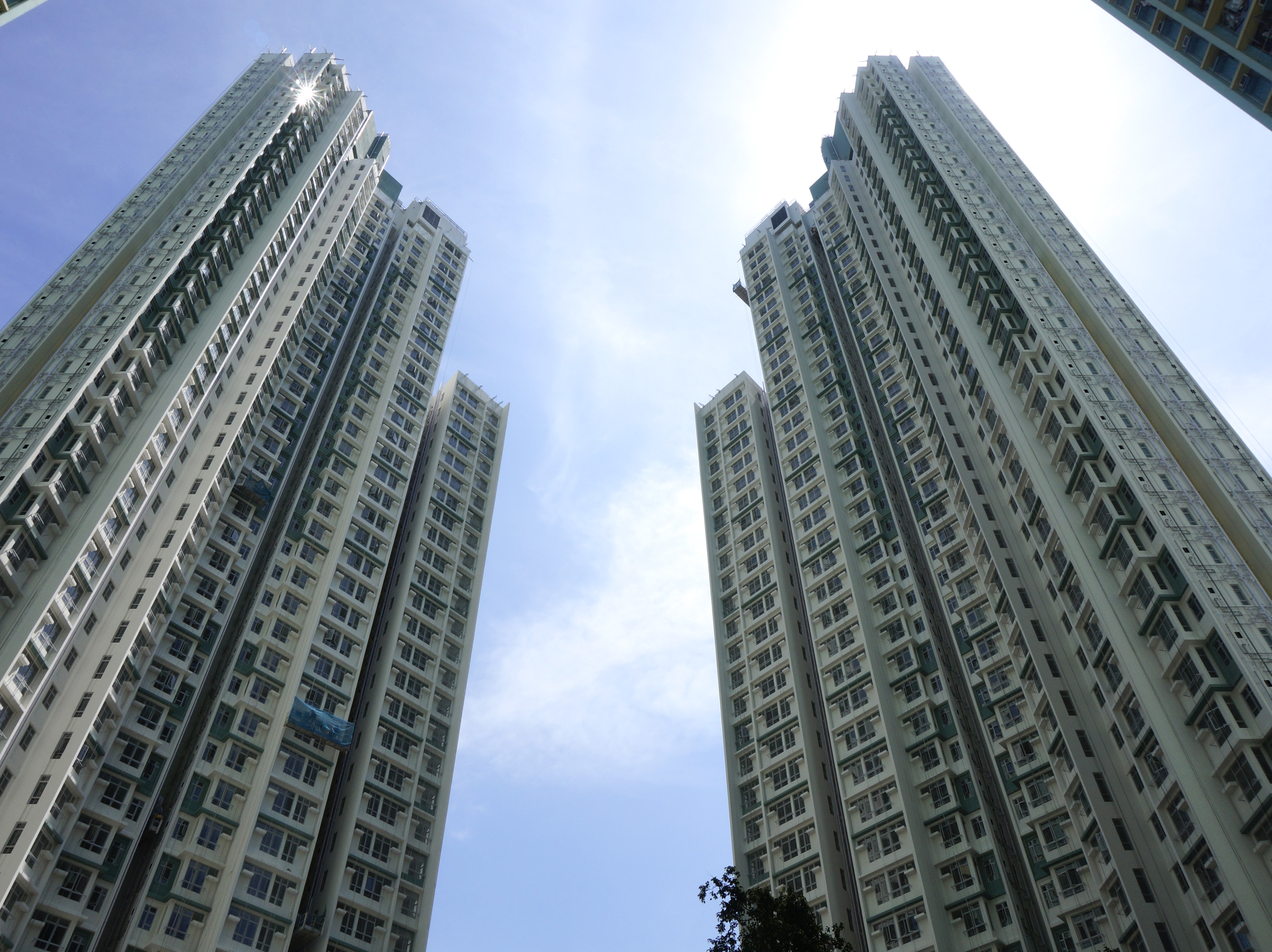
入伙之前的榮昌邨
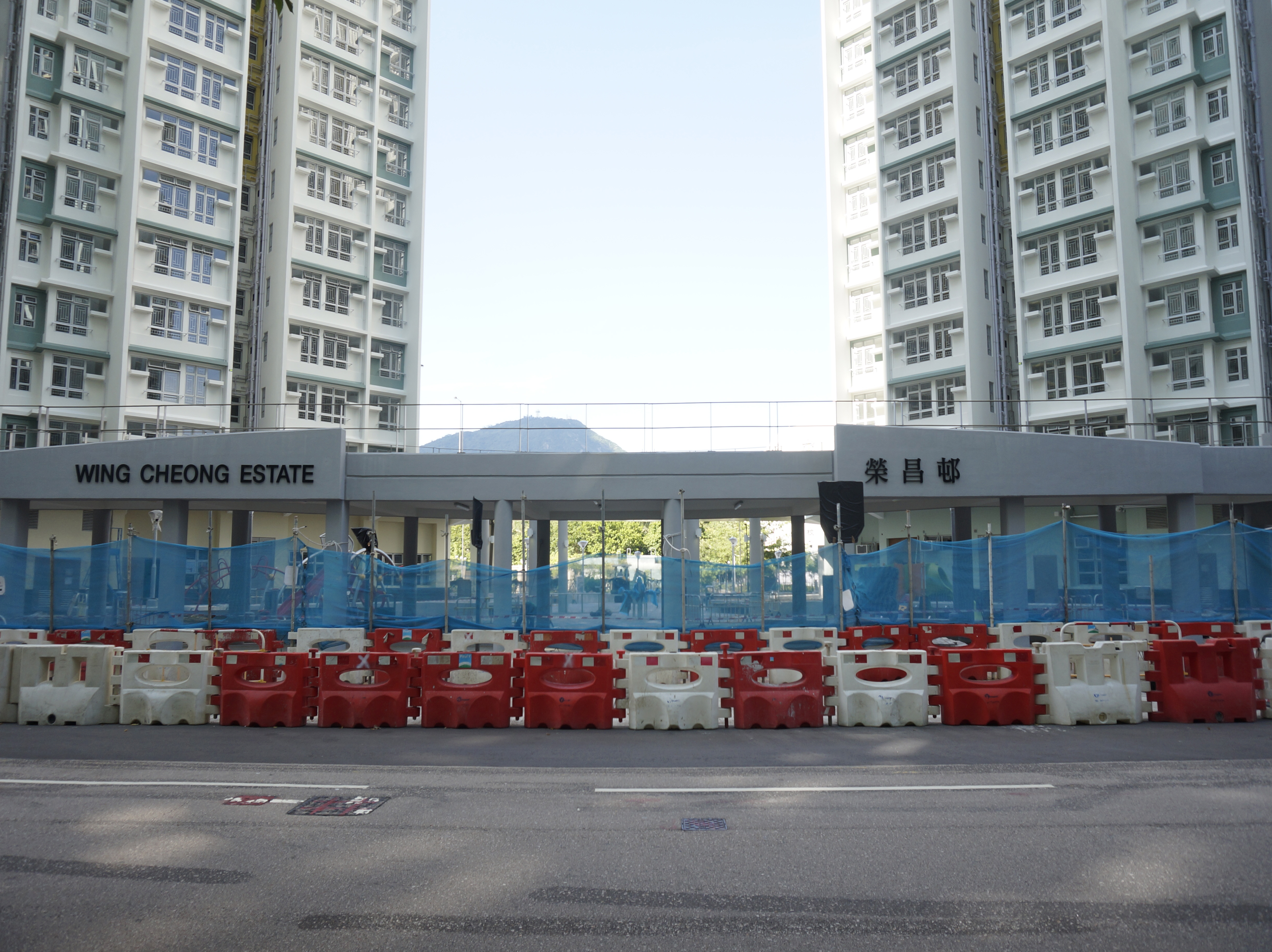
榮昌邨的入口